# E2F

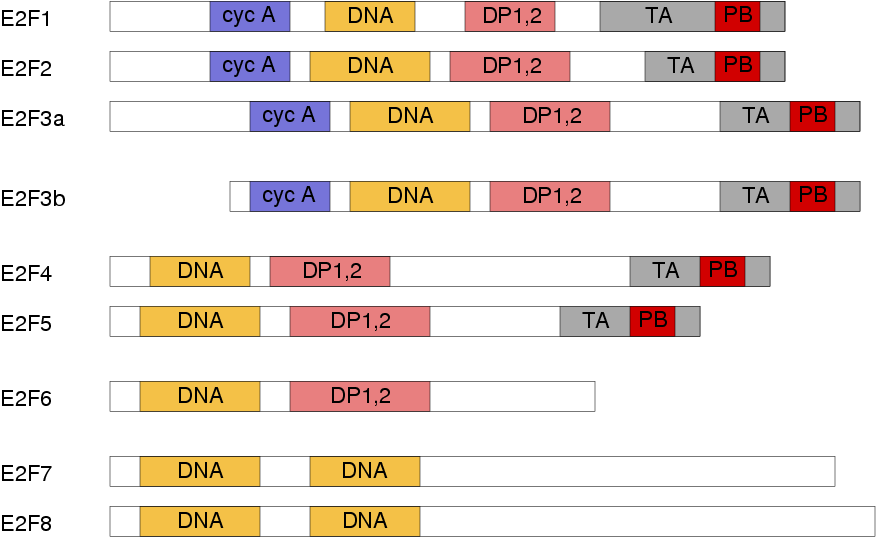
Přehled členů E2F rodiny s vyznačenými proteinovými doménami. Legenda:
Vazebná doména pro cyklin A
DNA vázající doména
Dimerizační doména pro vazbu s DP1/DP2
Transkripční aktivační doména
Doména pro vazbu „pocket“ proteinů

E2F je rodina transkripčních faktorů, které regulují buněčný cyklus. Vyskytují se u většiny eukaryotických organizmů, jednou z několika výjimek jsou kvasinky, u nichž pravděpodobně chybí. Je několik tříd E2F faktorů s poměrně odlišnými, často až antagonistickými funkcemi:
- E2F1, E2F2, E2F3 – jsou pravděpodobně nejznámější, protože během buněčného cyklu aktivují cílové geny nutné pro G1/S přechod (přechod z G1 fáze do S fáze). K takovým cílovým genům patří cyklin E, CDK2 či Myb. Mají však i jiné cíle související např. s přechodem do mitózy (cyklin B, cdc2) atd.[2][3]
- E2F4, E2F5 – mají represivní účinek na přechod buněk do S fáze[3]
- E2F6, E2F7 – transkripční represory s méně známou funkcí[3]